# موهب (الملاح)

تعديل مصدري - تعديل

موهب هي إحدى قرى عزلة الملاح بمديرية الملاح التابعة لمحافظة لحج، بلغ تعداد سكانها 90 نسمة حسب تعداد اليمن لعام 2004.